# 斯库尔基尔港 (宾夕法尼亚州)
斯库尔基尔港是美国宾夕法尼亚州斯库尔基尔县的一个自治市。根据2020年人口普查，该自治市镇的人口为5,253人。斯库尔基尔港位于斯库尔基尔河沿岸，并因其而得名。斯库尔基尔港是斯库尔基尔县南部的一个活动中心。
斯库尔基尔港位于宾州东部工业重镇阿伦敦以西43.4英里（69.8公里）、宾州最大城市费城西北92.6英里（149.0公里）和纽约市以西131英里（211公里）处。

## 译名
斯库尔基尔港的英文名并不是以英语Port结尾的，而是以德语Haven结尾，该词在德语中意为港口，因为早期的定居者中有很多德国移民。

## 历史
在欧洲人定居于现今的斯库尔基尔港之前，该地区是莱纳佩印第安部落的领地，英国人将他们称为特拉华印第安人。
最早的欧裔定居者于18世纪30年代抵达现今的斯库尔基尔港地区。斯库尔基尔港的第一位可考的定居者是约翰·芬奇，他是来自宾夕法尼亚州切斯特县的贵格会教徒，1750年3月5日，他获得了225英亩（0.91平方公里）的土地赠与，这一天被认为是该市的非正式成立之日。芬奇将他的小定居点称为“芬奇港（Fincher's Ford）”。
斯库尔基尔港的原始地块数据显示，行政区边界西起斯库尔基尔河，北至现今的主街（Main St，当时称为前街），东至圣彼得街（当时称为雅各布街），南至自由街。现今的哥伦比亚街最初是主要的住宅区。
该城镇是宾夕法尼亚东南平原地区的北端和阿巴拉契亚山脉交界的地区，这个地区富含煤炭，而该城镇水路和陆路交通便利，所以当时城内有很多钢铁企业，这些企业极大地带动了城市的发展，但在二战后传统行业的萧条的大背景下，该市经济发展经历了停滞和衰退。

## 地理和气候
斯库尔基尔港是围绕斯库尔基尔河而建的，斯库尔基尔河流经小镇，该行政区的河流海拔约为490英尺（150米），最高海拔约为海拔700英尺（210米）。
斯库尔基尔港年均降雨量为47英寸（1,200毫米）。最热的月份通常是7月，平均最高气温为84 °F（29 °C），最冷的月份通常是1月，平均最高气温为36 °F（2 °C）。该行政区属夏热湿润大陆性气候( Dfa )，月平均气温范围从1月的28.1 °F到7月的73.1 °F。
根据美国人口普查局的数据，该行政区总面积为1.4平方英里（3.6平方公里），全部为陆地，没有成规模的水域。

## 人口
| 调查年                | 人口  | 备注  | %±    |
| --------------------- | ----- | ----- | ----- |
| 1850                  | 2,071 |       | —     |
| 1860                  | 2,927 |       | 41.3% |
| 1870                  | 2,940 |       | 0.4%  |
| 1880                  | 3,052 |       | 3.8%  |
| 1890                  | 3,088 |       | 1.2%  |
| 1900                  | 3,654 |       | 18.3% |
| 1910                  | 4,747 |       | 29.9% |
| 1920                  | 5,437 |       | 14.5% |
| 1930                  | 6,514 |       | 19.8% |
| 1940                  | 6,518 |       | 0.1%  |
| 1950                  | 6,597 |       | 1.2%  |
| 1960                  | 6,470 |       | −1.9% |
| 1970                  | 6,125 |       | −5.3% |
| 1980                  | 5,977 |       | −2.4% |
| 1990                  | 5,610 |       | −6.1% |
| 2000                  | 5,548 |       | −1.1% |
| 2010                  | 5,437 |       | −2.0% |
| 2020                  | 5,253 |       | −3.4% |
| 2021年估计            | 5,258 | [ 3 ] | 0.1%  |
| U.S. Decennial Census |       |       |       |

根据2010年人口普查，该市镇共有5,437人、2,330个家庭和1,417个家族。该行政区的种族构成为：94.5%白人、2.1%西班牙裔或拉丁裔血统、2.5%黑人或非裔美国人、0.9%亚裔、1.3%为两个或两个以上种族、0.4%为其他种族、0.2%为美洲原住民。
1. ↑  . United States Census Bureau.   [October 16, 2022]. （原始内容存档于2022-11-09）.
2. ↑  . United States Census Bureau.   [Oct 12, 2022]. （原始内容存档于2022-11-09）.
3. 1 2  . Census.gov. US Census Bureau.   [August 1, 2022]. （原始内容存档于2022-05-26）.
4. ↑  Average Weather for Schuylkill Haven, PA. The Weather Channel.
5. ↑  . Census.gov.   [June 4, 2016]. （原始内容存档于2022-02-28）.
6. ↑  . United States Census Bureau.   [23 January 2020]. （原始内容存档于2021-07-09）.